# Karl Radinger (Maler)

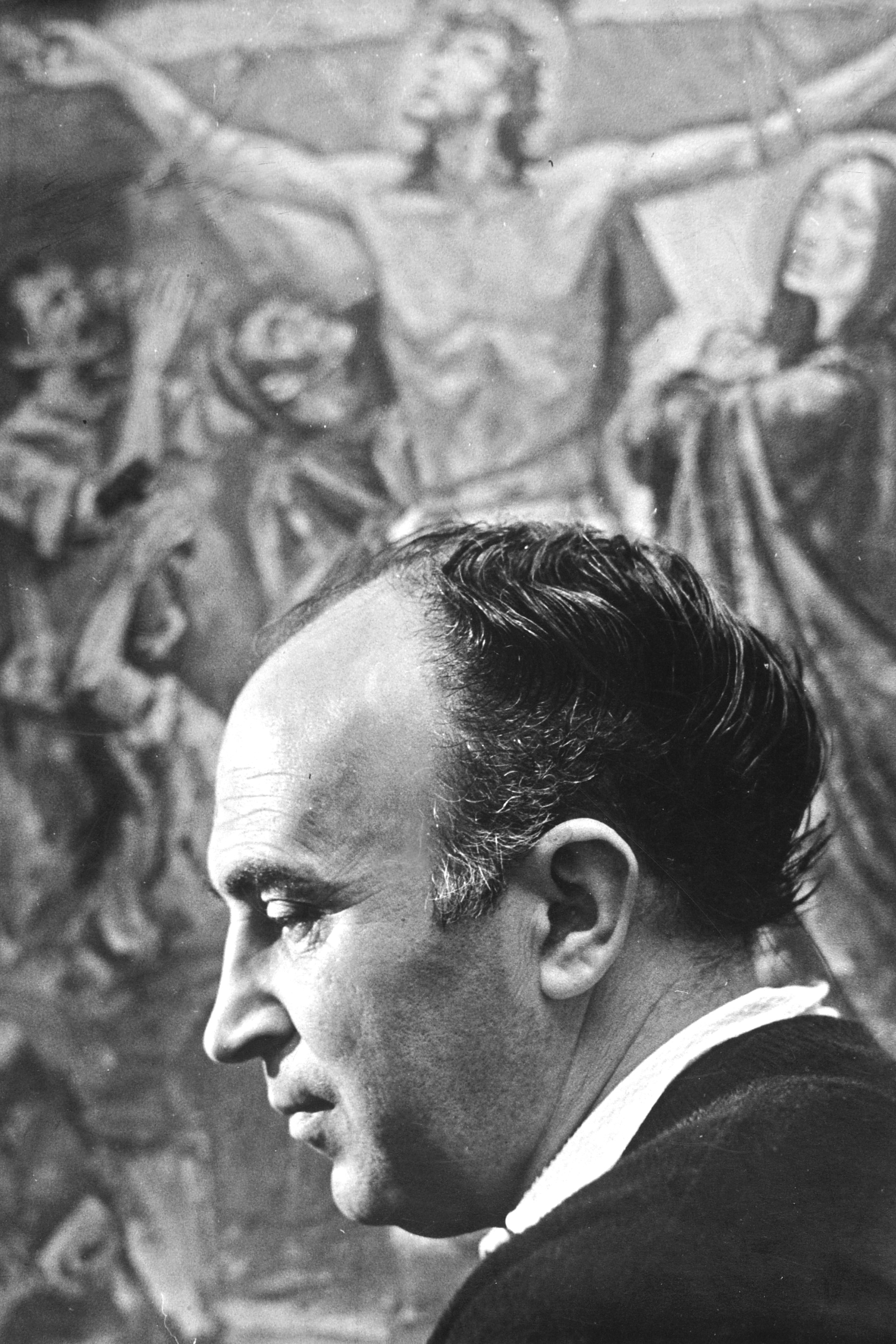
Karl Radinger, ca. 1960

Karl Radinger (* 11. September 1912 in Kriegshaber; † 24. August 1966 in Neusäß) war ein deutscher Maler, tätig in der Kirchenmalerei. Er schuf als Werke der katholischen christlichen Kunst Gemälde, Altarbilder, Kreuzwege, Mosaike, Wand- und Deckenfresken.

## Leben
Karl Radinger wurde 1912 in Kriegshaber geboren. Kriegshaber war damals noch eine eigenständige Gemeinde war und wurde 1916 nach Augsburg eingemeindet. Radingers Kindheitsjahre waren vom Ersten Weltkrieg überschattet. 1926, mit vierzehn Jahren, begann er eine Ausbildung zum Dekorationsmaler und besuchte ab 1932 die Augsburger Werkkunstschule bei Lehrern wie Fritz Döllgast. Ab 1936 studierte er an der Akademie der Bildenden Künste in München bei Franz Klemmer kirchliche Malerei.

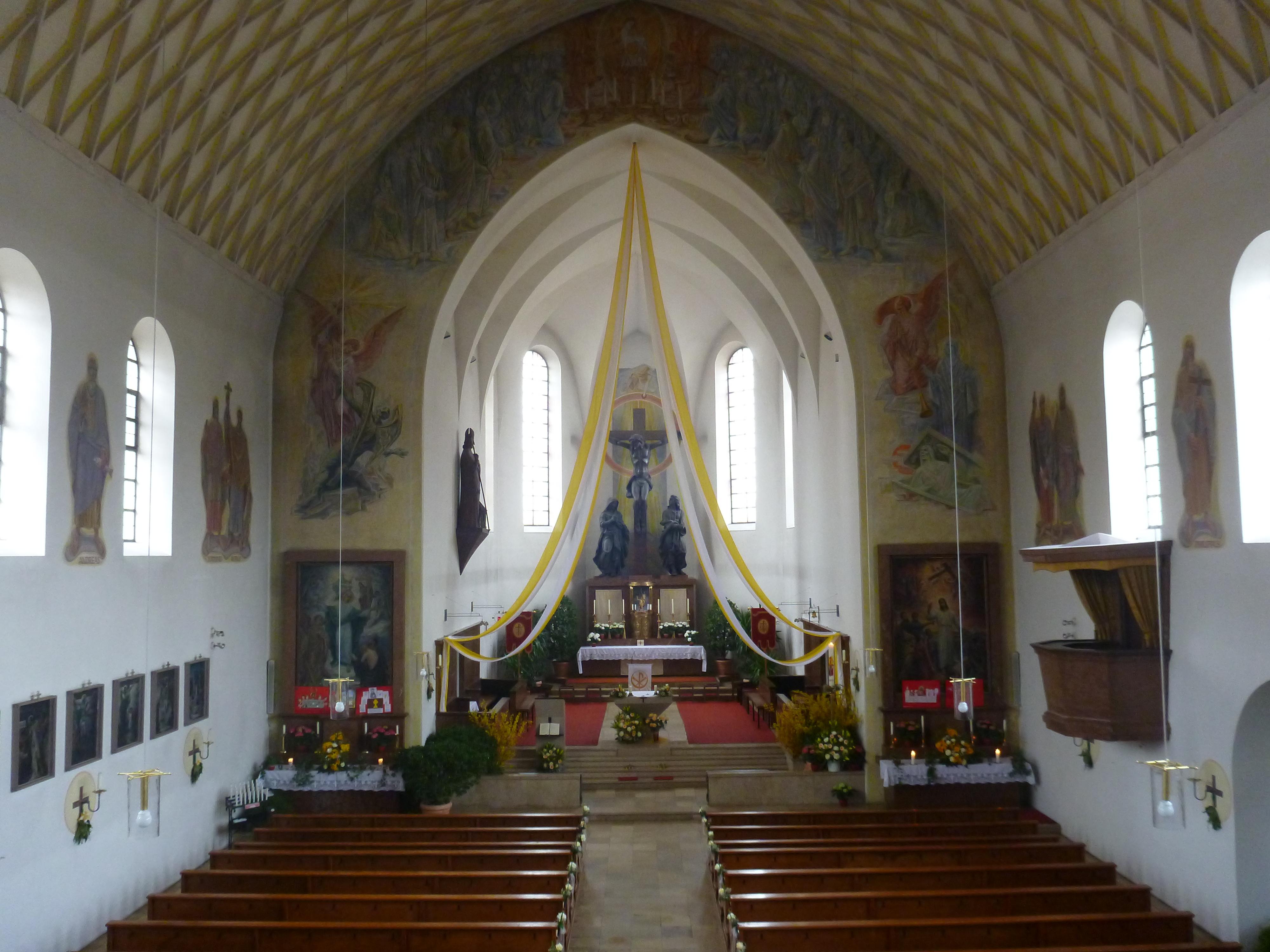
Großformatige Fresken von Karl Radinger am Chorbogen der kath. Pfarrkirche St. Wolfgang in Meitingen

Im Zweiten Weltkrieg war Radinger 1941 als Soldat in Gelsenkirchen stationiert und stellte während dieser Zeit als junger Künstler erstmals seine Werke in Galerien und Museen im Ruhrgebiet aus, etwa im Kunsthaus Heymer in Bochum. 1942 wurde er Mitglied im Kreis Bochumer Künstler und nahm an Ausstellungen in der Bochumer Gemäldegalerie, im Märkischen Museum in Witten, in Wattenscheid und Siegen teil. Wegen einer Verletzung musste er 1944 längere Zeit in der westfälischen Lazarettstadt Ahlen verbringen, wo ihm der Chefarzt im Lazarett St. Michael ein Atelier einrichtete. In dieser Zeit entstand unter anderem sein Gemälde Der Apostel Paulus.
Nach dem Krieg wurde Radinger 1946 Mitglied der Künstlervereinigung Augsburg „Die Ecke“ und Mitglied im Berufsverband Bildender Künstler. Er nahm an Ausstellungen der „Ecke“ im Schaezlerpalais und im zerstörten Goldenen Saal des Augsburger Rathauses teil.
Die Ausgestaltung der Kirche St. Wolfgang in Meitingen, deren Pfarrer sein älterer Bruder Johannes (1906–1988) war, zählt zu Radingers Hauptwerken. Auch für die Kirche Heiligste Dreifaltigkeit in seiner Heimatstadt Augsburg, die im Zweiten Weltkrieg zerstört und anschließend wiederaufgebaut wurde, schuf Radinger die Kreuzwegbilder, außerdem den neuen Altar, die Kanzel und eine große Weihnachtskrippe nach Tiroler Vorbild.
Karl Radinger starb am 24. August 1966 im Alter von 53 Jahren bei einem Verkehrsunfall in Neusäß. Er fand seine letzte Ruhestätte auf dem katholischen Friedhof in Augsburg-Kriegshaber.

## Familie
Karl Radinger war verheiratet und war Vater dreier Söhne. Sein ältester Sohn Bernhard Radinger, der in Kriegshaber ein kleines privates Heimatarchiv über den Stadtteil betreibt, verwaltet den künstlerischen Nachlass seines Vaters.

## Ehrungen und postume Ausstellungen

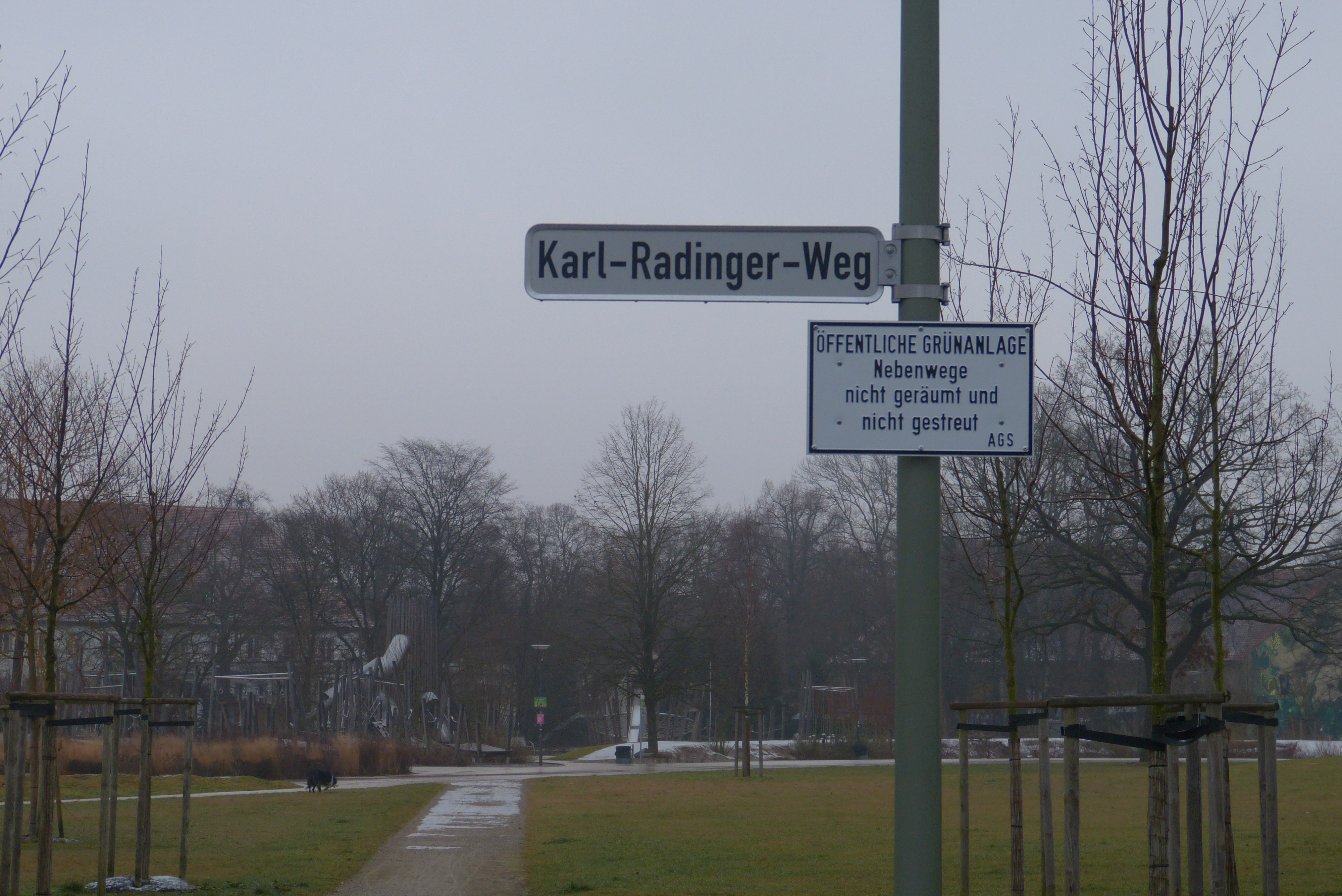
Straßenschild Karl-Radinger-Weg, dahinter die Grünanlage des Reese-Parks

Im Jahre 2012 wurde der Karl-Radinger-Weg im Neubaugebiet auf dem Gelände der ehemaligen Reese-Kaserne in Augsburg-Kriegshaber nach ihm benannt. Im selben Jahr wurden in Mertingen bei Donauwörth Radingers Werke anlässlich seines 100. Geburtstags im Rahmen einer Gedächtnisausstellung gezeigt, die der Freundeskreis „Professor Klemmer und seine Schüler“ organisiert hatte.

## Werke (Auswahl)
- Deckenfresken in der Kirche St. Nikolaus in Altenmünster-Zusamzell (1939–1940)
- Gemälde Der Apostel Paulus (1944), Ahlen[4]
- Altarbilder im Kloster Wessobrunn (1946)
- Kreuzweg (1947), Kanzel, Altarbilder und Fresken (1950–1953), Apostelbilder (1960), Bild hinter dem Hochaltar (1963) und Chorbogenfresko Jüngstes Gericht (1965–1966) in der Kirche St. Wolfgang in Meitingen
- Altarbild und Kreuzweg in Adelsried (1948)
- Kreuzweg in der Kirche St. Mariä Heimsuchung im Ortsteil Kämpchen der Stadt Herzogenrath-Kohlscheid (1953–1956), gespendet vom Arzt Paul Rosenbaum[5]
- Wandbilder in der Dr.-Max-Josef-Metzger-Halle (damals „Gemeindehalle“) in Meitingen (1954)
- Altarbild in der Pfarrkirche St. Blasius in Oberwiesenbach (1955)
- Altarbilder, Decken- und Wandfresken in der Kirche St. Silvester in Zaisertshofen (1955)
- Kreuzweg in der Kirche in Markt (Biberbach) (1956)
- Kreuzweg in der Kirche in Ahlen (1956)
- Bilderzyklus in der Pfarrkirche Sankt Nikolaus von Flüe in Westheim (Neusäß) (1957)
- Altarbild in der alten Kirche in Neusäß (1957)
- Pietà am Ehrenmal für die Gefallenen im Friedhof Augsburg-Kriegshaber (1958)
- Altarbilder, Kreuzweg und Kanzel in der Pfarrkirche Heiligste Dreifaltigkeit in Kriegshaber (1958–1961)
- Kreuzweg in der Pfarrkirche Sankt Mariä Reinigung in Konzenberg (1961)
- Ausmalung des Agnes- und Ulrichheimes in Augsburg (1961–1962)
- Ausmalung der ehemaligen Schlosskapelle „Sankt Cosmas und Damian“ und des Notburgaheimes in Westheim (1961–1962)
- Außenfresko und Kreuzweg in der Hauskapelle des Alten- und Pflegeheims Johannesheim in Meitingen (1962)
- Großes Wandgemälde für die Stadt Kohlscheid (1963)
- Altargemälde Beweinung Christi in der Kirche St. Ägidius in Neusäß (1963)
- Mosaikbild Auferstehung der Toten an der alten Trauerhalle im Friedhof Augsburg-Kriegshaber (1966; vor Abbruch der Halle 2014 entfernt und eingelagert)[2]